# Alejandro Sakuda
Alejandro Sakuda Moroma (Lima, 1938-ibídem, 7 de febrero de 2018), fue un periodista y escritor peruano. 

## Biografía
Estudió en el Colegio Nuestra Señora de Guadalupe de Lima, y luego en la Escuela de periodismo de la Pontificia Universidad Católica del Perú
En 1959, se inicia en el periodismo como redactor del diario Perú Asahi Shimbun. En 1961 laboró en El Diario, vespertino del diario La Prensa. Trabajó en La Crónica y Correo.
En 1981, funda La República y se desempeña como director de 1987 a 1995. Después dirigió El Sol.
Fue Coordinador Técnico Operativo ante el Banco Interamericano de Desarrollo (BID) del Plan de Acción para el Desarrollo del Sistema Vial Inca Qhapac Ñan.
También fue integrante del consejo consultivo del Colegio de Periodistas del Perú (CPP) y miembro del jurado del Premio Latinoamericano de Periodismo José Martí, Cuba.
Se casó con Rosario Bazalar, con quien tuvo tres hijos Geraldine, Anoushka y Alexis.
Falleció el miércoles 7 de febrero de 2018. Sus restos fueron velados en el Velatorio de la Parroquia Nuestra Señora de Gracia, en el distrito de San Borja., para luego ser cremados el viernes 9 a las 9 de la mañana, en Los Jardines de la Paz, La Molina.

## Publicaciones
- El futuro era el Perú. Cien años o más de inmigración japonesa